# Persone di cognome Jackson
| Questa pagina contiene informazioni ricavate automaticamente dalle voci biografiche con l'ausilio del template Bio e di un bot. L'aggiornamento è periodico e automatico e ricostruisce completamente la pagina. Se manca una persona in questa lista, sei pregato di non aggiungerla, ma accertati piuttosto che la sua voce biografica contenga il template Bio e che i dati anagrafici siano correttamente compilati. Se il template Bio manca, inseriscilo tu stesso o, in alternativa, metti l'avviso {{tmp\|Bio}} che ne segnala la mancanza. Se i dati riportati sono sbagliati, correggi direttamente la voce biografica; le modifiche saranno visibili in questa lista entro pochi giorni. Per chiarimenti vedi il progetto antroponimi. La lista contiene solo le 315 persone che sono citate nell'enciclopedia e per le quali è stato implementato correttamente il template Bio. Pagina aggiornata al 7 ago 2025. |

Questa è una lista di persone presenti nell'enciclopedia che hanno il cognome Jackson, suddivise per attività principale.

## Allenatori di calcio(2)
- Tommy Jackson, allenatore di calcio e ex calciatore nordirlandese (Belfast, n. 1946)
- Willem Jackson, allenatore di calcio e ex calciatore sudafricano (Heidedal, n. 1972)

## Allenatori di pallacanestro(1)
- J.D. Jackson, allenatore di pallacanestro e ex cestista canadese (Burnaby, n. 1969)

## Ammiragli(1)
- Richard Jackson, ammiraglio statunitense (Tuscumbia, n. 1866 - San Diego, † 1971)

## Architetti(1)
- Thomas Graham Jackson, architetto britannico (Hampstead, n. 1835 - Londra, † 1924)

## Artisti marziali misti(1)
- Kevin Jackson, artista marziale misto e lottatore statunitense (Lansing, n. 1964)

## Astronomi(1)
- Cyril V. Jackson, astronomo sudafricano (Ossett, n. 1903 - † 1988)

## Attivisti(2)
- George Jackson, attivista statunitense (Chicago, n. 1941 - Carcere di San Quintino, † 1971)
- Jimmie Lee Jackson, attivista statunitense (Marion, n. 1938 - Marion, † 1965)

## Attori(19)
- Barry Jackson, attore inglese (Birmingham, n. 1938 - Londra, † 2013)
- Brandon T. Jackson, attore, rapper e ballerino statunitense (Detroit, n. 1984)
- Cheyenne Jackson, attore e cantante statunitense (Spokane, n. 1975)
- Christopher Jackson, attore, cantante e compositore statunitense (Metropolis, n. 1975)
- Eugene Jackson, attore statunitense (Buffalo, n. 1916 - Compton, † 2001)
- Gildart Jackson, attore e scrittore inglese (Londra, n. 1969)
- Gordon Jackson, attore scozzese (Glasgow, n. 1923 - Londra, † 1990)
- Jeremy Jackson, attore e cantante statunitense (Newport Beach, n. 1980)
- John M. Jackson, attore statunitense (Baton Rouge, n. 1950)
- Jonathan Jackson, attore e musicista statunitense (Orlando, n. 1982)
- Joshua Jackson, attore canadese (Vancouver, n. 1978)
- Marc Evan Jackson, attore, doppiatore e comico statunitense (Buffalo, n. 1970)
- Neil Jackson, attore e scrittore britannico (Luton, n. 1976)
- Philip Jackson, attore britannico (Retford, n. 1948)
- Roger L. Jackson, attore e doppiatore statunitense (Atlanta, n. 1958)
- Sam Benjamin Jackson, attore inglese (Wetherby, n. 1993)
- Samuel L. Jackson, attore e produttore cinematografico statunitense (Washington, n. 1948)
- Tom Jackson, attore e cantante canadese (n. 1948)
- Trevor Jackson, attore, cantante e ballerino statunitense (Indianapolis, n. 1996)

## Attori pornografici(1)
- Cameron Jackson, ex attore pornografico ceco (Děčín, n. 1986)

## Attrici(16)
- Amy Jackson, attrice e modella britannica (Douglas, n. 1992)
- Anne Jackson, attrice statunitense (Millvale, n. 1925 - New York, † 2016)
- Kate Jackson, attrice statunitense (Birmingham, n. 1948)
- Ernestine Jackson, attrice e cantante statunitense (Corpus Christi, n. 1942)
- Freda Jackson, attrice britannica (Nottingham, n. 1907 - Northampton, † 1990)
- Glenda Jackson, attrice e politica britannica (Birkenhead, n. 1936 - Londra, † 2023)
- Mary Ann Jackson, attrice cinematografica statunitense (Los Angeles, n. 1923 - Los Angeles, † 2003)
- Mary Jackson, attrice statunitense (Milford, n. 1910 - Los Angeles, † 2005)
- Paris Jackson, attrice, modella e cantante statunitense (Beverly Hills, n. 1998)
- Peaches Jackson, attrice statunitense (Buffalo, n. 1913 - Honolulu, † 2002)
- Saoirse-Monica Jackson, attrice britannica (Derry, n. 1993)
- Shar Jackson, attrice statunitense (Boston, n. 1976)
- Sherry Jackson, attrice statunitense (Wendell, n. 1942)
- Skai Jackson, attrice statunitense (New York, n. 2002)
- Victoria Jackson, attrice e comica statunitense (Miami, n. 1959)
- DeWanda Wise, attrice statunitense (Jessup, n. 1984)

## Autori di giochi(2)
- Steve Jackson, autore di giochi statunitense (Tulsa, n. 1953)
- Steve Jackson, autore di giochi e scrittore britannico (Altrincham, n. 1951)

## Bassisti(3)
- Adrian Jackson, bassista britannico (n. 1970)
- Anthony Jackson, bassista e contrabbassista statunitense (New York City, n. 1952)
- Randy Jackson, bassista e produttore discografico statunitense (Baton Rouge, n. 1956)

## Batteristi(1)
- Ronald Shannon Jackson, batterista statunitense (Fort Worth, n. 1940 - Fort Worth, † 2013)

## Beatmaker(1)
- Madlib, beatmaker, polistrumentista e rapper statunitense (Oxnard, n. 1973)

## Biologi(1)
- Peter Jackson, biologo, scrittore e fotografo britannico (Londra, n. 1926 - Londra, † 2016)

## Bobbisti(1)
- John James Jackson, ex bobbista britannico (Bishop Auckland, n. 1977)

## Botanici(2)
- Albert Bruce Jackson, botanico britannico (Newbury, n. 1876 - Kew, † 1947)
- Benjamin Daydon Jackson, botanico britannico (Londra, n. 1846 - Londra, † 1927)

## Calciatori(16)
- Matt Jackson, ex calciatore inglese (Leeds, n. 1971)
- Alan Jackson, ex calciatore inglese (Swadlincote, n. 1938)
- Albert Jackson, calciatore inglese (Manchester, n. 1943 - Oldham, † 2014)
- Alec Jackson, calciatore inglese (Tipton, n. 1937 - † 2023)
- Alex Jackson, calciatore scozzese (Renton, n. 1905 - † 1946)
- Aziel Jackson, calciatore statunitense (New York, n. 2001)
- Chris Jackson, ex calciatore neozelandese (Napier, n. 1970)
- Christopher Jackson, calciatore liberiano (Monrovia, n. 1996)
- Darren Jackson, ex calciatore scozzese (Edimburgo, n. 1966)
- Dennis Jackson, calciatore inglese (Birmingham, n. 1932 - † 2014)
- George Jackson, calciatore inglese (Manchester, n. 1952)
- James Jackson, calciatore scozzese (Cambuslang, n. 1875)
- Johnnie Jackson, ex calciatore inglese (Camden, n. 1982)
- Kayden Jackson, calciatore inglese (Bradford, n. 1994)
- Nicolas Jackson, calciatore senegalese (Banjul, n. 2001)
- Simeon Jackson, ex calciatore canadese (Kingston, n. 1987)

## Canottieri(1)
- Roger Jackson, ex canottiere canadese (Toronto, n. 1942)

## Cantanti(12)
- Dee D. Jackson, cantante, musicista e produttrice discografica britannica (Oxford, n. 1954)
- Elly Jackson, cantante britannica (Londra, n. 1988)
- Freddie Jackson, cantante statunitense (Manhattan, n. 1956)
- Jackie Jackson, cantante, musicista e ballerino statunitense (Gary, n. 1951)
- Jermaine Jackson, cantante, musicista e ballerino statunitense (Gary, n. 1954)
- Jim Jackson, cantante e chitarrista statunitense (Hernando, n. 1890 - Hernando, † 1937)
- Kim Jackson, cantante irlandese (Dublino, n. 1965)
- Leon Jackson, cantante scozzese (Whitburn, n. 1988)
- Mahalia Jackson, cantante statunitense (New Orleans, n. 1911 - Evergreen Park, † 1972)
- Millie Jackson, cantante statunitense (Thompson, n. 1944)
- Rebbie Jackson, cantante e ballerina statunitense (Gary, n. 1950)
- Wanda Jackson, cantante e chitarrista statunitense (Maud, n. 1937)

## Cantautori(6)
- Alan Jackson, cantautore statunitense (Newnan, n. 1958)
- Joe Jackson, cantautore, compositore e polistrumentista britannico (Burton upon Trent, n. 1954)
- Marlon Jackson, cantautore, ballerino e coreografo statunitense (Gary, n. 1957)
- Michael Jackson, cantautore, ballerino e coreografo statunitense (Gary, n. 1958 - Los Angeles, † 2009)
- Randy Jackson, cantautore, polistrumentista e ballerino statunitense (Gary, n. 1961)
- Tito Jackson, cantautore e chitarrista statunitense (Gary, n. 1953 - Gallup, † 2024)

## Cantautrici(2)
- Janet Jackson, cantautrice, ballerina e attrice statunitense (Gary, n. 1966)
- La Toya Jackson, cantautrice, ballerina e ex modella statunitense (Gary, n. 1956)

## Cestiste(11)
- Gwen Jackson, ex cestista e allenatrice di pallacanestro statunitense (Eufaula, n. 1980)
- Amanda Jackson, ex cestista statunitense (Springfield, n. 1985)
- Angela Jackson, ex cestista statunitense (West Allis, n. 1976)
- Chloe Jackson, ex cestista statunitense (Upper Marlboro, n. 1996)
- Deanna Jackson, ex cestista statunitense (Selma, n. 1979)
- Holly Jackson, ex cestista canadese (Regina, n. 1956)
- Lauren Jackson, ex cestista australiana (Albury, n. 1981)
- Tamicha Jackson, ex cestista statunitense (Dallas, n. 1978)
- Tammy Jackson, ex cestista statunitense (Gainesville, n. 1962)
- Tia Jackson, ex cestista e allenatrice di pallacanestro statunitense (Salisbury, n. 1972)
- Tiffany Jackson, cestista e allenatrice di pallacanestro statunitense (Longview, n. 1985 - Dallas, † 2022)

## Chimici(2)
- Charles Thomas Jackson, chimico statunitense (Plymouth, n. 1805 - manicomio di Somerville, † 1880)
- Charles Loring Jackson, chimico statunitense (Boston, n. 1847 - † 1935)

## Cicliste su strada(1)
- Alison Jackson, ciclista su strada canadese (Vermilion, n. 1988)

## Compositori(2)
- Howard Jackson, compositore statunitense (St. Augustine, n. 1900 - Florida, † 1966)
- Michael R. Jackson, compositore, paroliere e librettista statunitense (Detroit, n. 1981)

## Contrabbassisti(1)
- Chubby Jackson, contrabbassista statunitense (New York, n. 1918 - Poway, † 2003)

## Culturisti(1)
- Dexter Jackson, culturista statunitense (Jacksonville, n. 1969)

## Danzatrici(1)
- Rowena Jackson, ballerina e direttrice artistica neozelandese (Invercargill, n. 1926 - Brisbane, † 2024)

## Diplomatici(2)
- Frederick John Jackson, diplomatico, esploratore e ornitologo britannico (Catterick, n. 1860 - Batavia, † 1929)
- Geoffrey Jackson, diplomatico e scrittore britannico (n. 1915 - † 1987)

## Direttori d'orchestra(1)
- Isaiah Jackson, direttore d'orchestra statunitense (Richmond, n. 1945)

## Dirigenti d'azienda(2)
- Joe Jackson, dirigente d'azienda, musicista e chitarrista statunitense (Fountain Hill, n. 1928 - Las Vegas, † 2018)
- Linda Jackson, dirigente d'azienda britannica (Coventry, n. 1959)

## Dirigenti sportivi(1)
- Phil Jackson, dirigente sportivo, allenatore di pallacanestro e ex cestista statunitense (Deer Lodge, n. 1945)

## Esploratori(1)
- Frederick George Jackson, esploratore britannico (Alcester, n. 1860 - Londra, † 1938)

## Filosofi(1)
- Frank Cameron Jackson, filosofo australiano (Melbourne, n. 1943)

## Fisiche(1)
- Shirley Ann Jackson, fisica statunitense (Washington, n. 1946)

## Generali(1)
- Thomas Jonathan Jackson, generale statunitense (Clarksburg, n. 1824 - Guinea Station, † 1863)

## Giocatori di baseball(4)
- Conor Jackson, ex giocatore di baseball statunitense (Austin, n. 1982)
- Shoeless Joe Jackson, giocatore di baseball statunitense (contea di Pickens, n. 1887 - Greenville, † 1951)
- Reggie Jackson, ex giocatore di baseball statunitense (Wyncote, n. 1946)
- Travis Jackson, giocatore di baseball statunitense (Waldo, n. 1903 - Waldo, † 1987)

## Giocatori di calcio a 5(1)
- Steven Jackson, ex giocatore di calcio a 5 australiano (n. 1964)

## Giocatori di curling(2)
- Laurence Jackson, giocatore di curling britannico (Carnwath, n. 1900 - Biggar, † 1984)
- William Jackson, giocatore di curling britannico (Lamington, n. 1871 - Symington, † 1955)

## Imprenditrici(1)
- Victoria Jackson, imprenditrice, filantropa e scrittrice statunitense (New York, n. 1955)

## Magistrate(1)
- Ketanji Brown Jackson, giudice statunitense (Washington, n. 1970)

## Magistrati(1)
- Robert Houghwout Jackson, giudice e politico statunitense (Spring Creek, n. 1892 - Washington, † 1954)

## Medici(1)
- Ronny Jackson, medico, militare e politico statunitense (Levelland, n. 1967)

## Modelle(1)
- Dominique Jackson, modella, attrice e scrittrice trinidadiana (Scarborough, n. 1975)

## Musicisti(4)
- John Jackson, musicista statunitense (Woodville, n. 1924 - Fairfax, † 2002)
- Lee Jackson, musicista, cantante e produttore discografico britannico (Newcastle upon Tyne, n. 1943)
- Papa Charlie Jackson, musicista statunitense (New Orleans, n. 1887 - Chicago, † 1938)
- Quentin Jackson, musicista e trombonista statunitense (Springfield, n. 1909 - New York, † 1976)

## Nuotatori(1)
- Bob Jackson, ex nuotatore statunitense (Alhambra, n. 1957)

## Nuotatrici(3)
- Joanne Jackson, ex nuotatrice britannica (Northallerton, n. 1986)
- Nicola Jackson, nuotatrice britannica (n. 1984)
- Trina Jackson, ex nuotatrice statunitense (n. 1977)

## Ostacolisti(3)
- Bershawn Jackson, ostacolista e velocista statunitense (Miami, n. 1983)
- Colin Jackson, ex ostacolista e velocista britannico (Cardiff, n. 1967)
- Mark Jackson, ex ostacolista canadese (Toronto, n. 1969)

## Pallavoliste(1)
- Cursty Jackson, pallavolista statunitense (Los Angeles, n. 1990)

## Pattinatori artistici su ghiaccio(1)
- Donald Jackson, ex pattinatore artistico su ghiaccio canadese (Oshawa, n. 1940)

## Pattinatrici di velocità su ghiaccio(1)
- Erin Jackson, pattinatrice di velocità su ghiaccio statunitense (Ocala, n. 1992)

## Pianisti(2)
- Calvin Jackson, pianista e compositore statunitense (Filadelfia, n. 1919 - Encinitas, † 1985)
- Tony Jackson, pianista, cantante e compositore statunitense (New Orleans, n. 1882 - Chicago, † 1920)

## Piloti automobilistici(1)
- Jimmy Jackson, pilota automobilistico statunitense (Indianapolis, n. 1910 - Desert Hot Springs, † 1984)

## Pistard(2)
- Alan Jackson, pistard britannico (Stockport, n. 1933 - Hornchurch, † 1974)
- George Jackson, pistard e ciclista su strada neozelandese (Wellington, n. 2000)

## Pittori(1)
- William Henry Jackson, pittore e fotografo statunitense (Keeseville, n. 1843 - New York, † 1942)

## Poetesse(1)
- Kara Jackson, poetessa e cantautrice statunitense (Oak Park, Illinois, n. 2000)

## Politiche(2)
- Marjorie Jackson, politica e ex velocista australiana (Coffs Harbour, n. 1931)
- Sarah Yorke Jackson, politica statunitense (Filadelfia, n. 1805 - Nashville, † 1887)

## Politici(7)
- Alphonso Jackson, politico statunitense (Marshall, n. 1945)
- Andrew Jackson, politico statunitense (Waxhaw, n. 1767 - Nashville, † 1845)
- Jabez Y. Jackson, politico statunitense (Savannah, n. 1790 - Clarkesville)
- James Jackson, politico e generale statunitense (Moretonhampstead, n. 1757 - Washington, † 1806)
- Jeff Jackson, politico e militare statunitense (Miami, n. 1982)
- Jonathan Jackson, politico statunitense (Chicago, n. 1966)
- Joseph W. Jackson, politico statunitense (Savannah, n. 1796 - Savannah, † 1854)

## Produttori discografici(1)
- Yabby You, produttore discografico e cantante giamaicano (Kingston, n. 1946 - Clarendon, † 2010)

## Psichiatri(1)
- Donald deAvila Jackson, psichiatra statunitense (n. 1920 - † 1968)

## Pugili(3)
- John Jackson, pugile inglese (Londra, n. 1768 - Londra, † 1845)
- Julian Jackson, ex pugile statunitense (Saint Thomas, n. 1960)
- Peter Jackson, pugile australiano (Christiansted, n. 1861 - † 1901)

## Rapper(6)
- Ice Cube, rapper e attore statunitense (Los Angeles, n. 1969)
- Pop Smoke, rapper statunitense (New York, n. 1999 - Los Angeles, † 2020)
- Spoonie Gee, rapper e compositore statunitense (Harlem, n. 1963)
- Fabolous, rapper e attore statunitense (Brooklyn, n. 1977)
- YG, rapper e attore statunitense (Compton, n. 1990)
- Paris, rapper e produttore discografico statunitense (San Francisco, n. 1967)

## Registe(1)
- Dianne Jackson, regista e animatrice inglese (n. 1941 - Brockenhurst, † 1992)

## Registi(6)
- Barry Vincent Jackson, regista, scenografo e impresario teatrale inglese (Birmingham, n. 1879 - Londra, † 1961)
- Donald G. Jackson, regista e produttore cinematografico statunitense (Tremont, n. 1943 - Los Angeles, † 2003)
- Douglas Jackson, regista e produttore cinematografico canadese (Montréal, n. 1940)
- Mick Jackson, regista e produttore televisivo britannico (Grays, n. 1943)
- Peter Jackson, regista, sceneggiatore e produttore cinematografico neozelandese (Pukerua Bay, n. 1961)
- Wilfred Jackson, regista, animatore e compositore statunitense (Chicago, n. 1906 - Los Angeles, † 1988)

## Rugbisti a 15(2)
- Paddy Jackson, rugbista a 15 britannico (Belfast, n. 1992)
- Glen Jackson, rugbista a 15, arbitro di rugby a 15 e allenatore di rugby a 15 neozelandese (Feilding, n. 1975)

## Sassofonisti(1)
- David Jackson, sassofonista, flautista e compositore britannico (Stamford, n. 1947)

## Scrittori(3)
- Douglas Jackson, scrittore scozzese (Jedburgh, n. 1956)
- Jaime Jackson, scrittore statunitense (n. 1947)
- Michael Jackson, scrittore inglese (Wheterby, n. 1942 - Londra, † 2007)

## Scrittrici(4)
- Holly Jackson, scrittrice britannica (Buckingham, n. 1992)
- Shelley Jackson, scrittrice statunitense (Filippine, n. 1963)
- Shirley Jackson, scrittrice e giornalista statunitense (San Francisco, n. 1916 - North Bennington, † 1965)
- Stina Jackson, scrittrice svedese (Skellefteå, n. 1983)

## Tenniste(2)
- Helen Jackson, tennista britannica
- Jamea Jackson, ex tennista statunitense (Atlanta, n. 1986)

## Tiratori a segno(1)
- Art Jackson, tiratore a segno statunitense (Brooklyn, n. 1918 - Concord, † 2015)

## Velociste(1)
- Shericka Jackson, velocista giamaicana (Saint Ann, n. 1994)

## Velocisti(1)
- Joseph Jackson, velocista francese (Maisons-Laffitte, n. 1904 - Rueil-Malmaison, † 1981)

## Vibrafonisti(1)
- Milt Jackson, vibrafonista e compositore statunitense (Detroit, n. 1923 - New York, † 1999)

## Wrestler(1)
- Quinton Jackson, wrestler, attore e ex artista marziale misto statunitense (Memphis, n. 1978)

## Senza attività specificata(1)
- Andrew Jackson, effettista inglese